# 動燃東海事業所火災爆発事故
動燃東海事業所火災爆発事故（どうねん とうかいじぎょうしょ かさいばくはつじこ）は、1997年3月11日に茨城県那珂郡東海村の旧動力炉・核燃料開発事業団（動燃、現・日本原子力研究開発機構）東海再処理施設で発生した原子力事故。
国際原子力事象評価尺度はレベル3。

## 概要
事故現場は、動燃東海事業所再処理工場のアスファルト固化処理施設。地上4階地下2階の鉄筋コンクリート建物で、使用済み核燃料からウランやプルトニウムを取り出す再処理工程等から発生した低レベル放射性廃液を処理し、アスファルト固化体として減容固化する施設である。
3月11日午前10時6分頃、アスファルト固化体充填済みドラム缶数本の温度上昇により火災が発生。固化体内の放射性物質が当該建屋および隣接する建屋内に拡散し、一部の排気筒モニタおよび室内ダストモニタの指示値の上昇や警報の発報が確認され、作業員の退避が行われた。火災後には換気系に不具合が発生し、施設内の換気が不可能になった。同日午後8時頃、同施設において爆発が発生し、建屋の窓、扉等が破損し、環境中に放射性物質が放出された。敷地内のモニタリングポストの一地点において、同日午後8時40分頃から空間放射線量率がわずかながら上昇したが、同日午後9時以降は通常の変動の範囲内に戻った。
事故発生時に当該建屋等にいた作業員129名のうち、37名の体内から微量の放射性物質が検出された。
科学技術庁（現・文部科学省）はこの事故に対する国際原子力事象評価尺度はレベル3（重大な異常事象）にあたると評価し、国際原子力機関に報告した。